# STS–124
Az STS–124 jelű küldetés az amerikai űrrepülőgép-program 123., a Endeavour űrrepülőgép 35. repülése.

## Jellemzői
A beépített kanadai Canadarm (RMS) manipulátor kart 50 méter kinyúlást biztosított (műholdak indítás/elfogása, külső munkák [kutatás, szerelések], hővédőpajzs külső ellenőrzése) a műszaki szolgálat teljesítéséhez. Az Orbiter Boom Sensor System (OBSS) rendszerrel újabb 15 méterrel meghosszabbították a manipulátor kinyúlási távolságát.

### Hasznos teher
A Nemzetközi Űrállomáshoz szállította a japán (Kibo) modul második elemét a Pressurized Module (PM) és a hozzá kapcsolódó JEMRMS nevű robotkart. A küldetés során a PM modult a Harmony összekötő modulhoz illesztették, az STS–122 jelű küldetés során feljuttatott Columbus kutatómodullal szemközti csatlakozási felületen. Ezzel egyidejűleg a JEMRMS robotkart is hozzáillesztették a PM modulhoz. Ezután az előző küldetésen a Harmony összekötő egység felső csatlakozási pontján ideiglenesen üzembe helyezett másik Kibo modul – az ELM-PS – a PM modulra áthelyezve végleges helyére került.

## Személyzet
(zárójelben a repülések száma az STS–124 küldetéssel együtt)
- Mark Edward Kelly  (3), parancsnok
- Kenneth Ham  (1), pilóta
- Karen L. Nyberg  (1), küldetésfelelős
- Ronald John Garan  (1), küldetésfelelős
- Michael Edward Fossum  (2), küldetésfelelős
- Akihiko Hoshide  (1), küldetésfelelős, (JAXA)

Induló ISS személyzet:
- Gregory Chamitoff  (1), küldetésfelelős/ISS fedélzeti mérnök

Visszatérő ISS személyzet:
- Garrett Erin Reisman  (1), ISS fedélzeti mérnök/küldetésfelelős

## Előkészületek
A küldetés fő céljai:

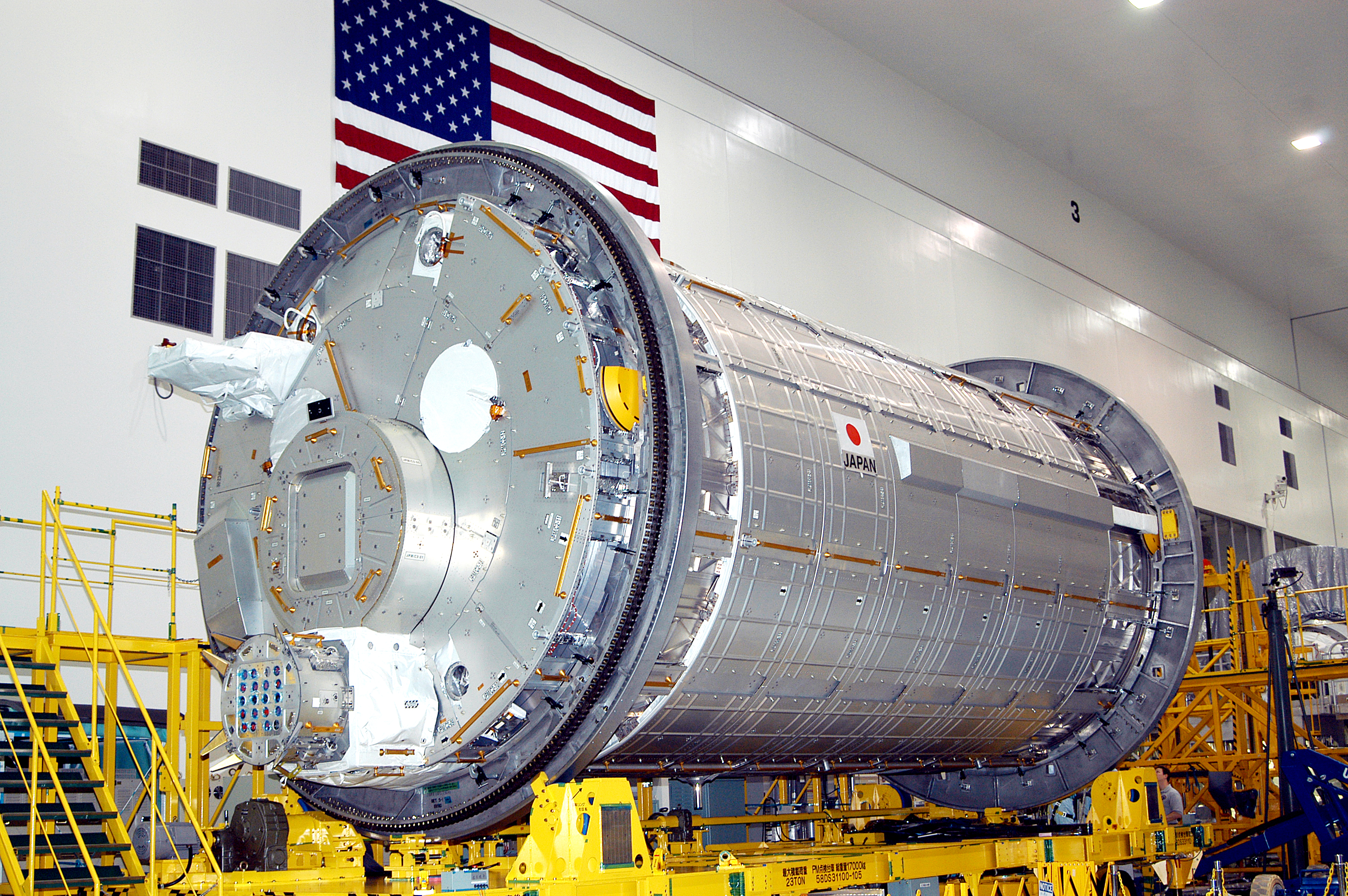
JEM-PM

- A japán Kibo modul helyszínre szállítása és beüzemelése
- Tartalék nitrogéntartály beüzemelése az állomás hűtési rendszeréhez
- A napelemek mozgatásához tartozó fogaskerékrendszer szennyeződésének vizsgálata és eltávolítása
- Az űrsikló hővédő pajzsa vizsgáló rúdjának visszahozása
- Chamitoff és Reisman cseréje

2007. március 22-én kijelölték az űrrepülőgép legénységét. A legénység tagja volt eredetileg Stephen Gerard Bowen is, de őt áttették a STS–126 legénységébe, hogy helyet biztosítsanak az ISS cserelegénységének.
A NASA április elején bejelentette, hogy közel egy héttel később a tervezettnél, május 31-én indul el a Discovery űrrepülőgép. A késés oka, hogy a rossz időjárás miatt csak késve tudták átszállítani az űrrepülőgép külső üzemanyagtartályát a szerelés helyéről a floridai Kennedy űrközpontba.
Az ISS orosz – vécéjével kapcsolatos problémák miatt egy kb. 18 kg kevésbé fontos rakományt a későbbi küldetések fognak szállítani. Az űrállomás egyetlen vécéje a Zvezda parancsnoki modulban van. A szilárd ürüléket eltávolító rendszer rendben működik, azonban a vizeleteltávolító csak részben üzemel. Szergej Volkov parancsnok és Oleg Kononenko repülőmérnök (17-es expedíció) több kísérletet tett a berendezés megjavítására, azonban csak részleges eredményt értek el.

## Repülés

### Első nap, május 31., indítás

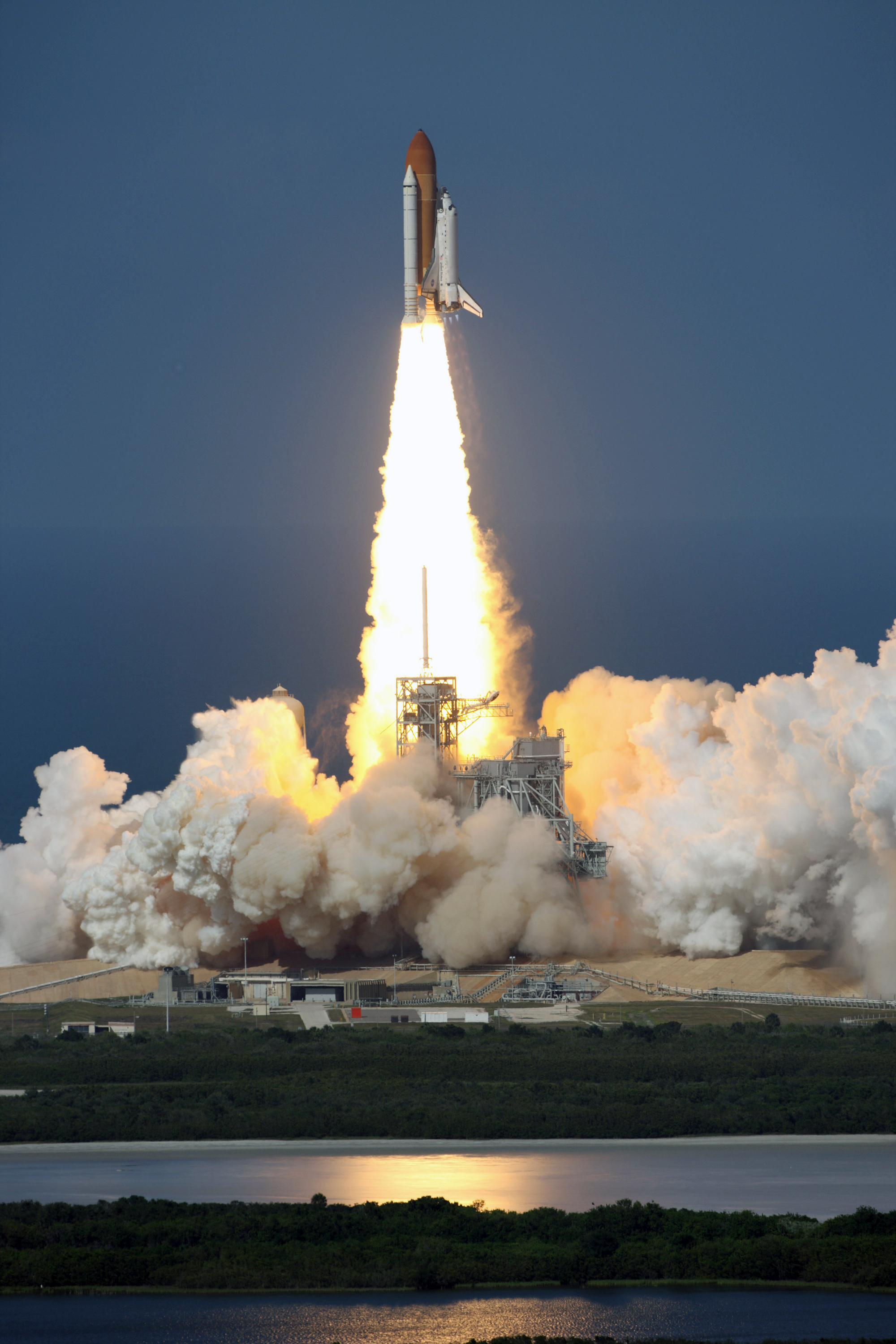
A Discovery startja

A küldetést eredetileg februárra ütemezték, de a korábbi küldetések csúszása és az időjárási viszonyok miatt több mint három hónappal későbbre halasztották. Végül 2008. május 31-én – szombaton éjjel, közép-európai idő szerint 23:02-kor indult útnak a floridai Cape Canaveralből. A szilárd hajtóanyagú gyorsítórakéták, Solid Rocket Booster(SRB) segítségével Floridából, a Cape Canaveral (KSC) Kennedy Űrközpontból, a LC39–A (LC–Launch Complex) jelű indítóállványról emelkedett a magasba. Felszállás közben elektromos hibát érzékeltek a bal oldali OMS (földkörüli manőverező rendszer) hajtómű egyik tartalék részegységében. A hiba nem okozott semmilyen problémát se az indulás, se a pályára állás során. Az orbitális pályája 91 perces, 51,6 fokos hajlásszögű, elliptikus pálya perigeuma 307 kilométer, az apogeuma 328 kilométer volt. Felszálló tömeg indításkor 122 072 kilogramm, leszálló tömeg 92 220 kilogramm. Szállított hasznos teher 17 530 kilogramm. Miután földkörüli pályára álltak, a legénység június 1-jén vasárnap hajnalban nyugovóra tért.
Az STS–107 katasztrófáját követően bevezették a mentő űrrepülőgép STS–3xx – (STS–326)/Szojuz űrhajó készenlétét. A mentő űrrepülőgép négy fővel indulva hozna vissza űrhajósokat, illetve a Szojuz űrhajó két fordulóval tudna az űrállomáson rekedt űrhajósokból állományt menteni. A Discovery biztonságos landolását lehetetlenné tevő sérülés vagy meghibásodás esetén a Endeavour STS–126 jelű küldetése kísérelhette volna meg a legénység megmentését. Az Endeavour négyfős legénysége az STS–120 küldetés tagjaiból állt volna: Christopher John Ferguson parancsnok, Eric Allen Boe pilóta, Stephen Gerard Bowen küldetésfelelős és Heidemarie Martha Stefanyshyn-Piper küldetésfelelős.

### Második nap, június 1.
Az első teljes nap az űrben 13:02-kor (CET) kezdődött meg. A legénység előkészült az első űrsétára, ennek során ellenőrizték az űrruhákat, és az eszközöket. Előkészültek továbbá a dokkolásra, illetve végrehajtották a hővédőpajzs részleges ellenőrzését. Mivel a most szállított ISS modul olyan nagy, hogy a hővédőpajzsot vizsgáló műszeregyüttes (Orbiter Boom Sensor System) nem fért el a raktérben, így most csak az űrrepülőgép robotkarján található egyszerűbb kamerarendszerrel vizsgálják át a burkolatot. Az előző (STS–123) küldetés során az űrállomáson hagyták az Endeavour OBSS műszereit, így a Discoveryn a dokkolás és a kirakodás után ennek segítségével tudják majd a részletes vizsgálatokat elvégezni. A legénység számára június 2-án 3:32-kor (CET) ért véget a nap.

### Harmadik nap, június 2., dokkolás
A legénységet 12:32-kor (CET) ébresztették. A Discovery – miközben a Csendes-óceán déli része felett haladt el – 20:03-kor (CET) sikeresen dokkolt az űrállomáson. A dokkolás előtt, az ISS-től körülbelül 180 méter távolságban ezúttal is végrehajtották a forduló manővert, hogy az űrállomás legénysége nagy felbontású fotókat készíthessen az űrrepülőgép külsejéről és hővédőpajzsáról. A fényképeket Szergej Alekszandrovics Volkov és Garrett Reisman készítette egy 800 mm-es és egy 400 mm-es gyújtótávolságú objektívvel felszerelt digitális fényképezőgéppel. A felvételeket később a földi irányítószemélyzet részletesen átvizsgálta, sérülés nyomai után kutatva. Este fél tíz körül nyitották ki a zsilipajtót, és a két legénység üdvözölte egymást. Néhány órával később Greg Chamitoff hivatalosan is átvette Reisman helyét a Nemzetközi Űrállomáson. Mike Fossum és Ron Garan beköltözött az ISS légzsilipjébe, hogy akklimatizálódjanak a másnapi űrsétára. Június 3-án éjjel 4 óra (CET) körül ért véget a második nap.

### Negyedik nap, június 3., EVA1

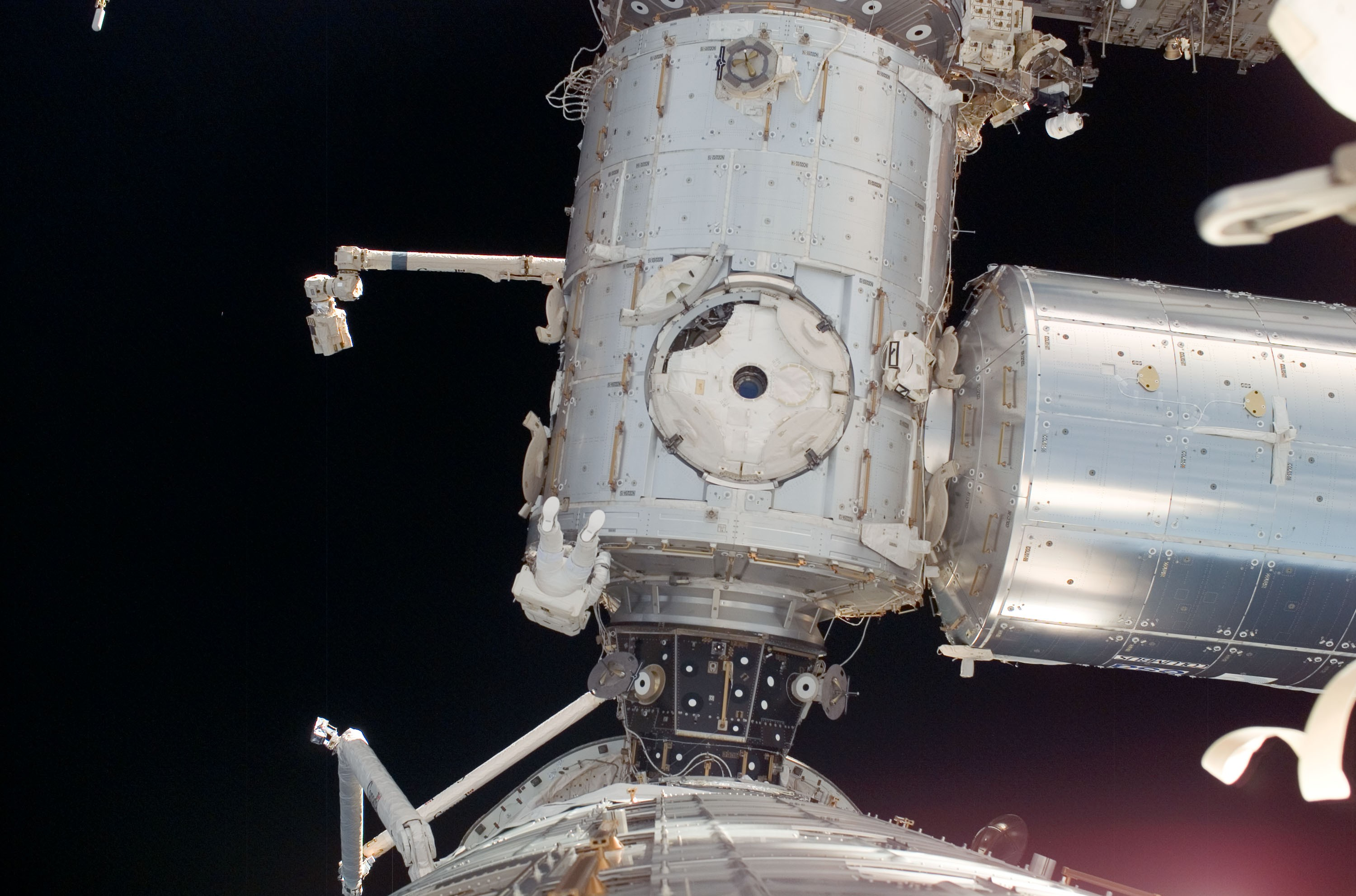
Ron Garan az első űrséta során. A kép alsó részén a Discovery rakterében pihenő JEM-PM modul látható. A kép az űrrepülőgép rakterének hátsó részéből a orr felé nézve készült. A kép középső részén az űrállomás Harmony összekötő modulja, és az ahhoz kapcsolódó dokkoló modul látható. Ehhez kapcsolódik a kép jobb szélén látható európai Columbus kutató modul.

A legénység 12:32-kor kezdte meg a harmadik nap munkálatait. Az első, közel hétórás űrséta közép-európai idő szerint 18:22-kor kezdődött meg. Június 4-ére virradó éjjel 01:34-kor (CET) a helyére illesztették az új modult. Felszerelték az űrrepülőgép robotkarjára az addig az űrállomáson tárolt OBSS műszerrendszert is. A földi személyzet úgy döntött, nincs szükség külön kiemelt hővédőpajzs vizsgálatra, mivel az előző nap készített fényképeken nem találtak komoly sérülésre utaló nyomokat. Az OBSS-el végzett általános vizsgálatra a tervek szerint a 12-ik napon kerül majd sor. Az űrhajósok megvizsgálták az űrállomás egyik napelemének mozgató csuklóját, amit korábban valamilyen törmelék rongált meg.

### Ötödik nap, június 4.
A negyedik napon megkezdték az új modul beüzemelését. Június 5-én 00:05-kor (CET) Akihiko Hoshide és Karen Nyberg kinyitotta a Kibo ajtaját, ezzel az űrállomás részévé vált az eddigi legnagyobb méretű modul. Eközben Oleg Kononenko a Discovery fedélzetén felvitt tartalék alkatrésszel sikeresen megjavította a hibás toalett egységet. Rendben beüzemelték az űrrepülőgép robotkarjára szerelt OBSS műszeregységet is. A nap végén Ron Garan és Mike Fossum éjszakára ismét beköltözik a légzsilipbe, hogy alkalmazkodjon az űrruhában uralkodó alacsonyabb nyomáshoz, és ezzel előkészüljön a második űrsétára.

### Hatodik nap, június 5., EVA2

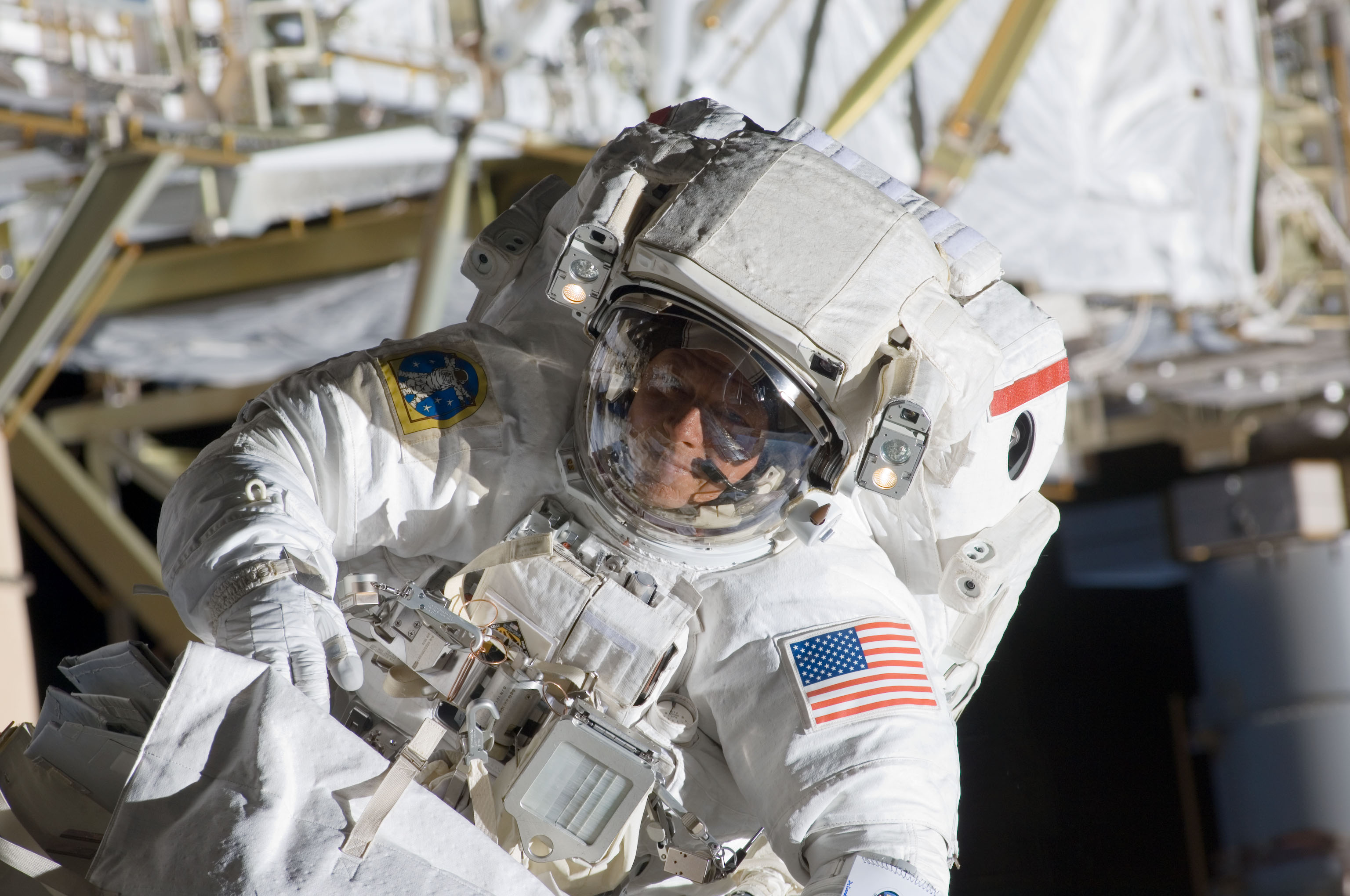
Mike Fossum a második űrséta során.

A hétórás második űrséta során, amely 18:04-kor (CET) kezdődött meg, Mike Fossum és Ron Garan előkészítették a PM modult a márciusban felvitt ELM-PS modul csatlakoztatására, amely jelenleg a Harmony modulhoz kapcsolódik ideiglenesen. A két modult a tervek szerint a harmadik űrséta során illesztik össze. Az előkészületek során a modulok és a robotkar hővédő takaróit szervezték át, hogy az összekapcsolódáskor ne legyenek útban. Előkészítették a nitrogéntartály cseréjét is, amit szintén a harmadik űrséta során fognak kicserélni. Fossum ellenőrizte a napelemek mozgatásához tartozó fogaskerékrendszert, de nem talált problémát. Készített néhány fényképet, melyet a földi mérnökök megvizsgáltak. A többi űrhajós eközben folytatta az ellátmány kipakolását és a Kibo beüzemelését.

### Hetedik nap, június 6.

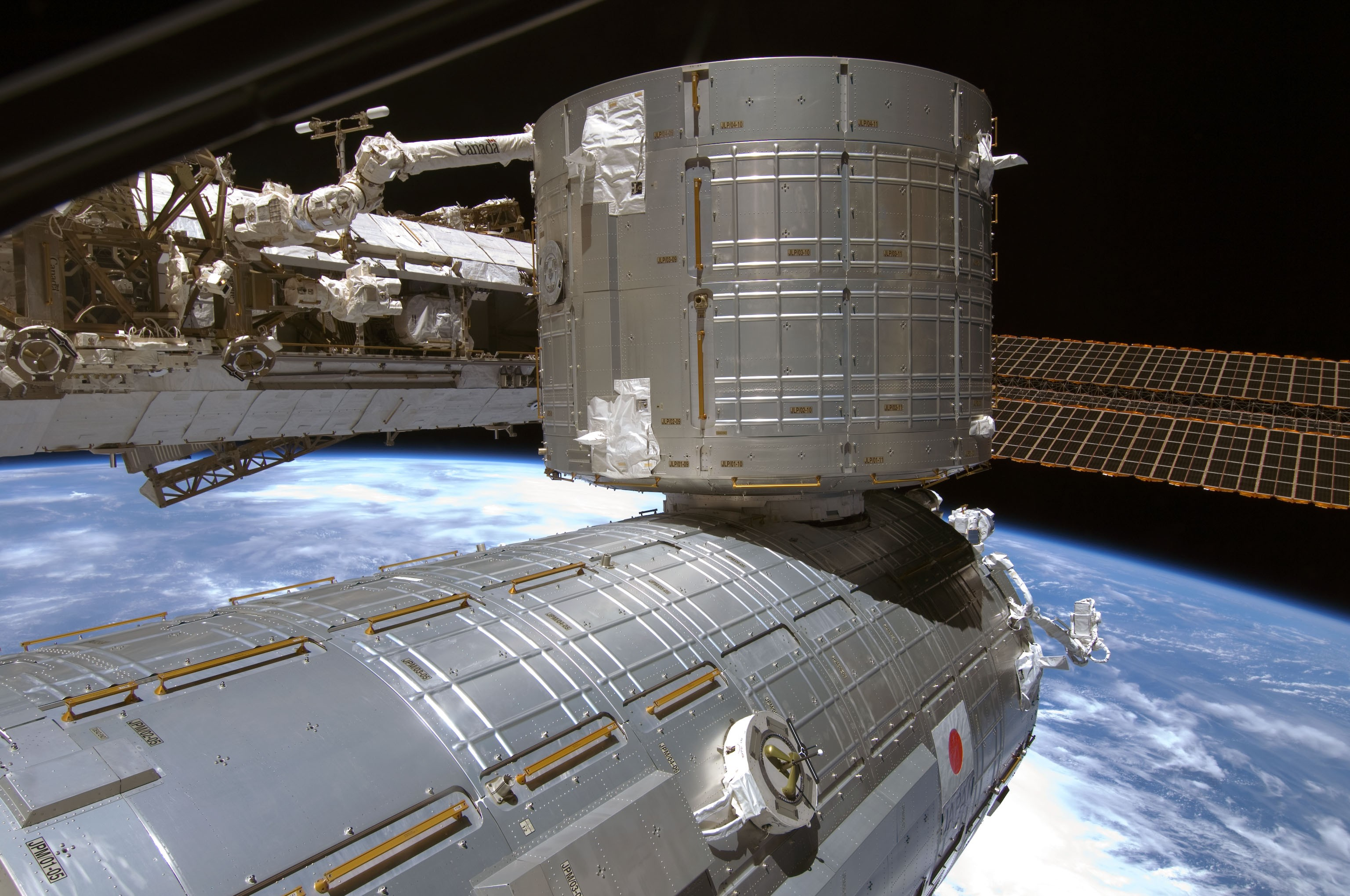
Az összeállított Kibo modul. Alul a PM, felül az ELM-PS modul.

A nap során az ELM-PS modult lezárták, a levegőt kiszívták, majd az űrállomás robotkarja segítségével az ideiglenes helyéről lecsatlakoztatták. Az egész mozgatási művelet 42 percig tartott, a két Kibo modul éjjel 11 órakor (CET) kapcsolódott össze. Ezután megkezdődött az ELM-PS modul újbóli nyomás alá helyezése és a szivárgásvizsgálat. A legénység 7-én hajnali 5-kor (CET) tért nyugovóra.

### Nyolcadik nap, június 7.
A nap során a Kibo robotkarjának beüzemelésére került sor. Ennek során számos mozgatási tesztet hajtottak végre. A nap során a teljes legénység részt vett három televíziós sajtótájékoztatón.

### Kilencedik nap, június 8., EVA3

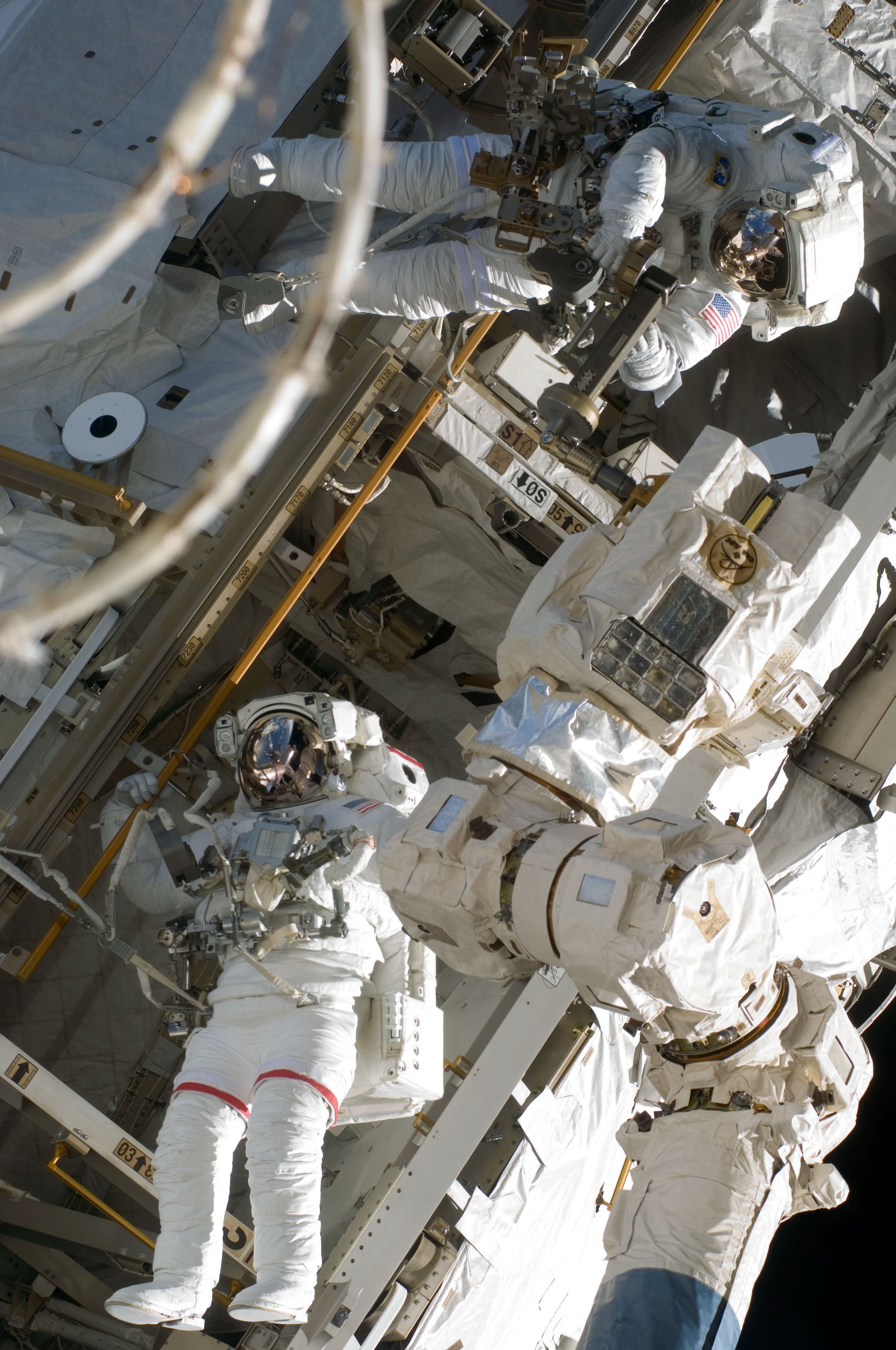
Garan (lent) és Fossum a harmadik űrséta során

A hat és fél órás harmadik űrséta 17:55-kor (CET) kezdődött meg. Miután kicserélték a nitrogéntartályt, Fossum újból megvizsgálta a problémás fogaskerékrendszer csatlakozását, ahol mintát vett a forgatómechanizmusra rakódott anyagból. Ezen kívül további apró javításokat végzett el a Kibo modul külsején. Garan eközben visszaszerelte a második űrséta során leszerelt és fedélzetre hozott meghibásodott videókamerát. Számos hővédőtakarót és egy mikrometeoroidpajzsot is felszereltek.

### Tizedik nap, június 9.
A nap során befejeződött a Kibo modul robotkarjának üzembehelyezése és tesztelése. Ezután kinyitották az átjárót a két Kibo modul között. A legénység kicserélt egy akkumulátortöltő modult a légzsilipben.

### Tizenegyedik nap, június 10., pihenőnap
Az űrrepülőgép legénysége ezen a napon több órán szabadidőt kapott. A nap során azért számos sajtótájékoztatót is tartottak, illetve megkezdték a felkészülést az űrállomásról történő másnapi leválásra. Az űrállomás és az űrrepülőgép között 22:55-kor (CET) zárták le az átjárót, majd a legénység nyugovóra tért.

### Tizenkettedik nap, június 11., szétválás
Az Discovery magyar idő szerint délután három óra előtt vált le a Nemzetközi Űrállomásról. Miután eltávolodott egy megkerülő manővert hajtott végre az immáron 330 tonnás űrállomás körül, így a Discovery legénysége számos fényképet készíthetett róla. Este hat óra körül megkezdték a hővédőpajzs vizsgálatát, ami körülbelül négy órán keresztül tartott. A vizsgálat adatait azonnal továbbították a földi mérnököknek, akik megkezdték azok kiértékelését.

### Tizenharmadik nap, június 12.

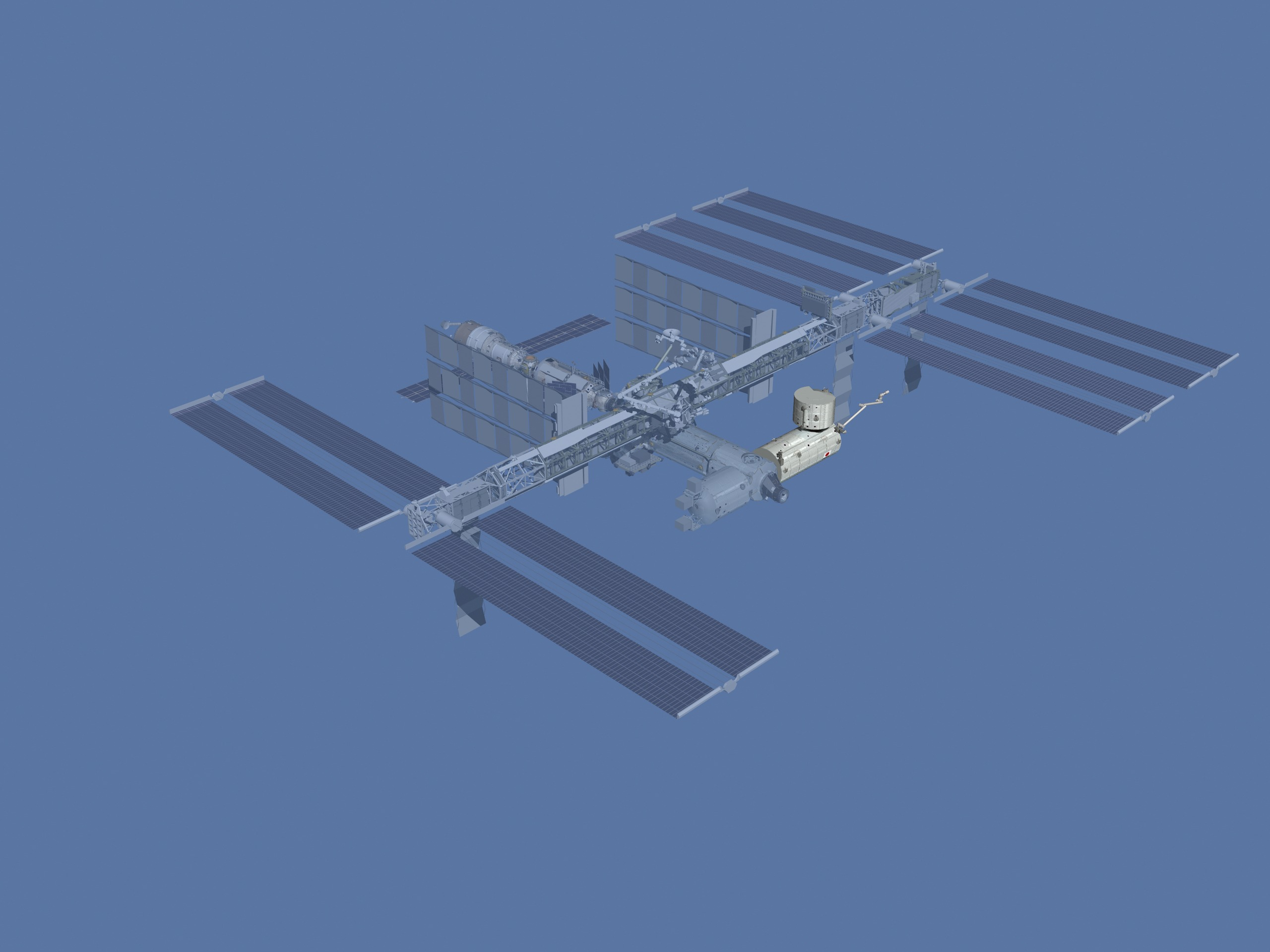
A Nemzetközi Űrállomás az STS-124 küldetés után

12-én a legénység megkezdte a felkészülést a leszállásra. A robotkart és az OBBS műszeregyüttest rögzítették a raktérben, majd áramtalanították. Kisebb pályamódosító manővereket végeztek az előkészületek során. A földi szakemberek eddig nem jeleztek problémát a hővédőpajzsról készült felvételek elemzése közben. A vizsgálat eredményét a következő napon tették közzé. A legénység 13-án hajnali kettőkor (CET) fejezte be a napot.

### Tizennegyedik nap, június 13.
Folytatódott az előkészület a leszálláshoz. Az ellenőrzések során az űrrepülőgép mellett egy apró anyagdarabot láttak ellebegni. A földi irányítás jelezte, hogy semmilyen problémát nem találtak a hővédőpajzson, a lebegő anyagdarab pedig a vezérsík hővédő borításából származik, ami a leszállás során nem játszik szerepet. A legénység minden eszközt a tárolórekeszekbe pakolt, illetve végigtesztelte az űrrepülőgép irányítórendszerét. a meteorológusok jó időt jeleztek Floridában.
A dokkolás megszűnésével az űrrepülőgép lassú sodródása következett, 450 méter távolságban indították a főmotorokat.

### Tizenötödik nap, június 14., landolás

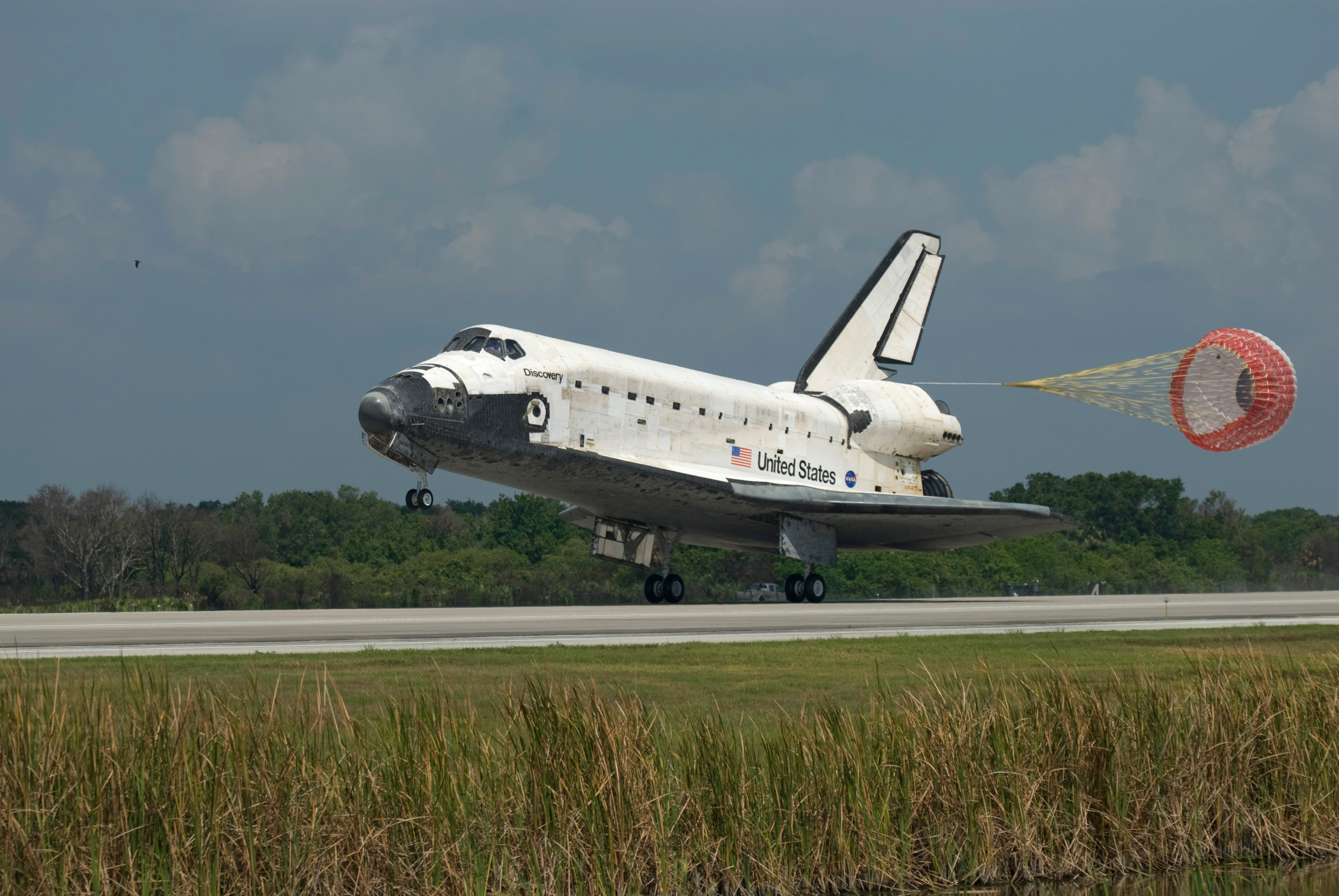
A Discovery landolása Floridában.

2008. június 14-én a Kennedy Űrközpontban (AFB), kiinduló bázisán magyar idő szerint 18:15-kor ért földet. Összesen 13 napot, 18 órát, 13 percet és 7 másodpercet töltött a világűrben. 9 230 622 kilométert (5 735 643 mérföldet) repült, 217 alkalommal kerülte meg a Földet.

## Űrséták
- EVA 1: Garan és Fossum (2008. június 3., 6 óra 48 perc)
- EVA 2: Garan és Fossum (2008. június 5., 7 óra 11 perc)
- EVA 3: Garan és Fossum (2008. június 8., 6 óra 33 perc)

## Külső hivatkozások
- STS–124. spacefacts.de. (Hozzáférés: 2013. december 2.)
- STS–124. lib.cas.cz. [2013. október 13-i dátummal az eredetiből archiválva]. (Hozzáférés: 2013. december 2.)
- STS–124. astronautix.com. (Hozzáférés: 2013. december 2.)
- STS–124. nss.org. [2013. december 26-i dátummal az eredetiből archiválva]. (Hozzáférés: 2013. december 2.)